# Мауле (регион)
Мауле (на испански: Maule) е един от 15-те региона на южноамериканската държава Чили. Регионът е разположен в централната част на страната на Тихия океан. Населението е 1 044 950 жители (по преброяване от април 2017 г.). Общата му площ – 30 296 км².